# Homalomena tenuispadix
Homalomena tenuispadix är en kallaväxtart som beskrevs av Adolf Engler. Homalomena tenuispadix ingår i släktet Homalomena och familjen kallaväxter. Inga underarter finns listade.